# Hôtel de Tallard

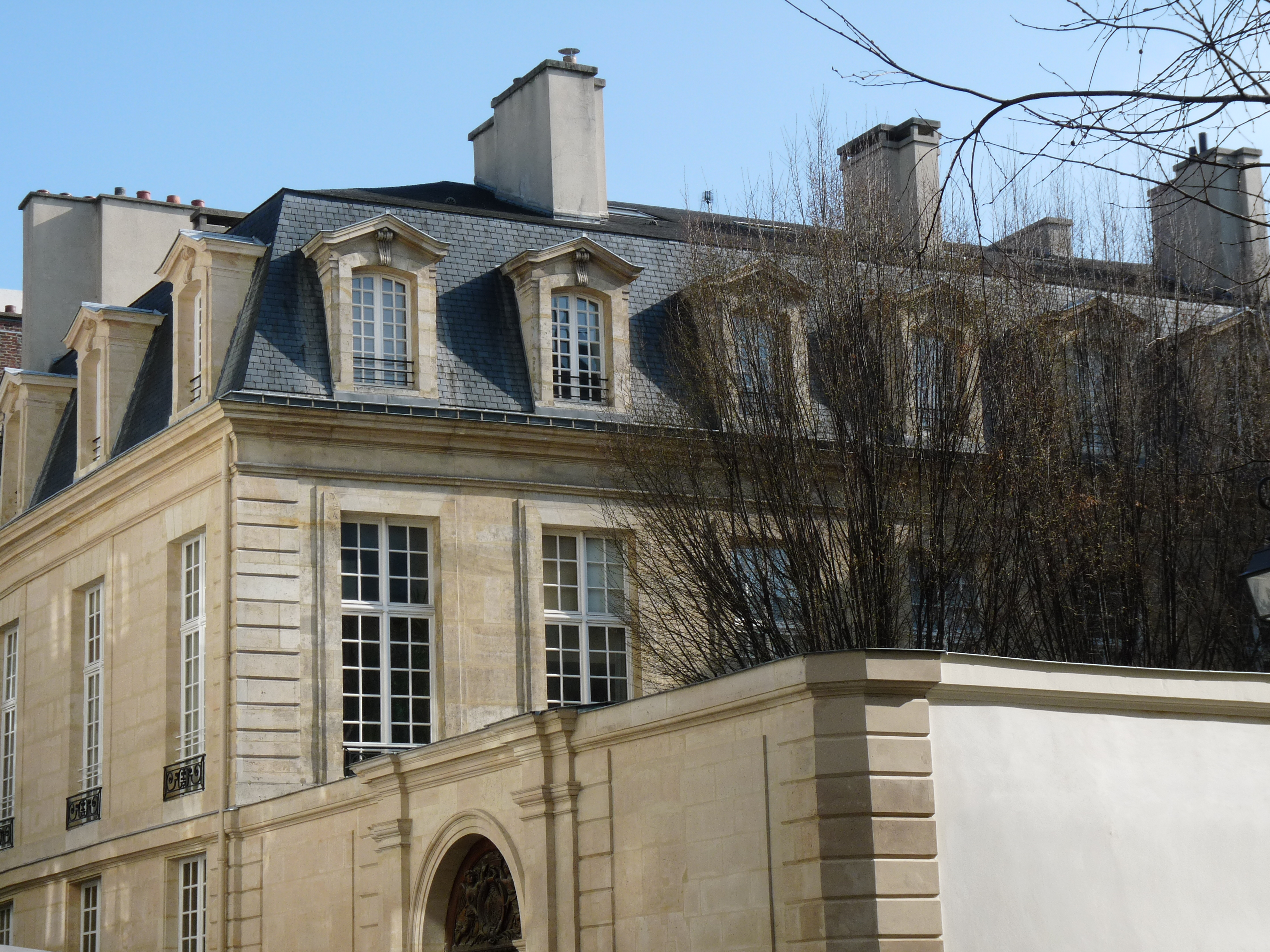
Hôtel de Tallard

Hôtel de Tallard (též Hôtel Amelot de Chaillou) je městský palác v Paříži. Nachází se v historické čtvrti Marais v ulici Rue des Archives č. 78 ve 3. obvodu. Dům je v soukromém majetku.

## Historie
V roce 1658 zakoupil pozemek Jean-Jacques Amelot de Chaillou a roku 1700 přikoupil sousední parcelu jeho syn Denis-Jean Amelot de Chaillou, který zde nechal v letech 1702-1703 postavit palác pro sebe svou matku. Architektem paláce byl Pierre Bullet (1639-1716). V roce 1722 palác koupil maršál Camille d'Hostun, vévoda de Tallard, po kterém nese své jméno.
V roce 1980 byly na seznam historických památek zaneseny fasády, střechy, zdi na čestném nádvoří, portál s dřevěným tympanonem na ulici, sklepy, zahrada a několik částí vnitřního vybavení.